# Big Wheel
En Big Wheel er en rundstrålende radioantenne, når anvendt med vandret polarisation. Big Wheel blev opfundet og præsenteret i 1961 af R. H. Mellen (W1IJD) og C. T. Milner (W1FVY).
I præsentationen blev Big Wheel vist som bestående af tre parallelkoblede helbølgeringe. Ifølge L. B. Cebik (W4RNL) bør Big Wheel opfattes og modelleres som tre fødepunktsmæssigt parallelkoblede elektriske transmissionslinjer, på hver omtrent en kvart bølgelængde, som føder de tre perifere elementer. Da de tre transmissionslinjers nettostrøm af de to ledere er omtrent nul, vil der ikke være udstråling fra transmissionslinjerne og dermed kommer radioudstrålingen kun fra periferielementerne. Et periferielement er omtrent en halv bølgelængde.
Da den numeriske af middelstrømmen langs periferielementerne ifølge Cebik kun er mellem positiv og nul, er Big Wheel en antenne som mere kobler til radiobølgers magnetiske felt end elektriske felt.

## Anvendelseseksempel
Verdens ældste radioamatør radiofyr er dansk (OZ7IGY). OZ7IGY har mellem ca. 1981-2016 anvendt Big Wheels til  144 MHz (2 meter), 432 MHz (70 cm) og 1296 MHz (23 cm).